# Synaptotanais abyssorum
Synaptotanais abyssorum is een naaldkreeftjessoort uit de familie van de Tanaidae. De wetenschappelijke naam van de soort is voor het eerst geldig gepubliceerd in 1913 door Nierstrasz.